# 高淵村
高淵村（たかぶちむら）は、かつて岐阜県安八郡に存在した村である。
現在の大垣市高淵などに該当する。
当村発足時は多芸郡の村であったが、安八郡に移動している。

## 歴史
- 1889年（明治22年）7月1日 - 町村制により高淵村が発足。
- 1897年（明治30年）4月1日[2] - 多芸郡の分割により、多芸島村、上笠村、東大外羽村、西大外羽村とともに安八郡に編入される。残りは上石津郡と合併して養老郡となる。
- 1897年（明治30年）4月1日 - 多芸島村、上笠村、東大外羽村、西大外羽村と、南杭瀬村の一部（旧・友江村）が合併し、改めて多芸島村が発足。同日高淵村廃止。